# Augustinópolis
Augustinópolis is een gemeente in de Braziliaanse deelstaat Tocantins. De gemeente telt 15.469 inwoners (schatting 2009).
De gemeente grenst aan Araguatins, Sampaio, Praia Norte, Axixá do Tocantins en Buriti do Tocantins.